# Ilgvars Misāns
Ilgvars Misāns (* 1955 in Magadan) ist ein lettischer Historiker und Hochschullehrer.

## Leben
Ilgvars Misāns ist der Sohn eines lettischen Geologen, der im Fernen Osten Russlands tätig war. Er studierte von 1973 bis 1978 Geschichte an der Universität Lettlands in Riga. 
Nach seinem Abschluss im Jahr 1978 arbeitete er zunächst als Lehrer. Er kam 1981 für ein Aufbaustudium zurück an die Universität, wurde 1988 Kandidat der Wissenschaften und 1992 zum Doktor der Geschichte promoviert und Dozent für Geschichte.
Im Jahr 1999 wurde er außerordentlicher Professor; seit 2002 ist er ordentlicher Professor für mittelalterliche Geschichte, Abteilungsleiter für Geschichte und Philosophie sowie Vorsitzender des Promotionsausschusses.
Misāns forscht vor allem zur mittelalterlichen Geschichte Lettlands, besonders zur Geschichte der Stadt Riga und des Livländischen Landtags. Er hat viele Artikel vor allem in deutschsprachigen Publikationen veröffentlicht und war Herausgeber mehrerer Werke.

## Mitgliedschaften
- Baltische Historische Kommission (1994 korrespondierendes Mitglied, später ordentliches Mitglied)[1][2]

## Auszeichnung
- 2012 Orden des Marienland-Kreuzes IV. Klasse[3]

## Schriften
- „Wir waren immer ein Kriegervolk“. Die Darstellung der ostbaltischen Kreuzzüge in der lettischen Geschichtsschreibung. In: Jutta Prieur (Hrsg.): Lippe und Livland. Mittelalterliche Herrschaftsbildung im Zeichen der Rose (= Sonderveröffentlichungen des Naturwissenschaftlichen und Historischen Vereins für das Land Lippe e.V. Band 82). Verlag für Regionalgeschichte, Bielefeld 2008, S. 183–207.
- Gute Zeiten? Schlechte Zeiten? Die „Schwedenzeiten“ in der lettischen Geschichtsschreibung. In: Frank Hadler und Mathias Messenhöler (Hrsg.): Vergangene Größe und Ohnmacht in Ostmitteleuropa: Repräsentationen imperialer Erfahrung in der Historiographie seit 1918 (= Geschichtswissenschaft und Geschichtskultur im 20. Jahrhundert. Band 8). Akademische Verlagsanstalt, Leipzig 2007, S. 77–96.
- Organisation und Ablauf der Livländischen Land- und Städtetage. In: Jahrbuch für die Geschichte Mittel- und Ostdeutschlands 51 (2005), S. 49–62.
- Integration durch den Handel: Die Einheit des Ostseeraumes zur Hansezeit (12./13.-15. Jahrhundert). In: Saeculum. Jahrbuch für Universalgeschichte 2005, S. 227–239.
- Riga – ein Vorort der livländischen Städte im Mittelalter? In: Ilgvars Misāns und Horst Wernicke (Hrsg.): Riga und der Ostseeraum. Von der Gründung 1201 bis in die Frühe Neuzeit (= Tagungen zur Ostmitteleuropa Forschung. Band 22). Verlag Herder-Institut, Marburg 2005, S. 169–179.
- mit Klaus Neitmann (Hrsg.): Leonid Arbusow (1882–1951) und die Erforschung des mittelalterlichen Livlands (= Quellen und Studien zur baltischen Geschichte. Band 24). Böhlau, Köln u. a. 2014, ISBN 978-3-412-22214-7.